# غرينفيل تي إميت
غرينفيل تي إميت (بالإنجليزية: Grenville T. Emmet)‏ هو محامي ودبلوماسي أمريكي، ولد في 2 أغسطس 1877 في نيو روتشيل في الولايات المتحدة، وتوفي في 26 سبتمبر 1937.